# Swiss Chamber Soloists
Swiss Chamber Soloists è l'ensemble da camera del ciclo di concerti, fondato nel 1999 e guidato dai tre direttori artistici dei Swiss Chamber Concerts Jürg Dähler, Daniel Haefliger e Felix Renggli. 

## Storia
I Swiss Chamber Soloists sono composti da artisti solisti, ensemble dalla Svizzera e ospiti dall'estero e presentano molti solisti di fama mondiale come Sarah Maria Sun, Sarah Wegener, Christophe e Julian Prégardien, Heinz Holliger, Sergio Azzolini, Ilja Gringolts, Patricia Kopatchinskaja, Rosanne Philippens, Thomas Zehetmair, Christophe Coin, Thomas Demenga, Edicson Ruiz, Bruno Canino, Dénes Várjon, Gilles Vonsattel, Hopkinson Smith e The Hilliard Ensemble. Dal 1999 al 2020 i solisti da camera svizzeri hanno prodotto 15 CD per le etichette ECM, NEOS, Claves e Genuin. I tour internazionali hanno portato l'ensemble in Australia e Giappone, nonché in Austria, Francia, Germania e Italia, con presenze al Festival Archipel Ginevra, al Festival di Lucerna, al Menuhin-Festival Gstaad e al Wittener Tage für Kammermusik. Il repertorio dei solisti da camera svizzeri spazia dal barocco, suonato anche su strumenti storici, al moderno, con molti dei pezzi scritti e dedicati all'ensemble. 

## Voci
SOPRANO
- Lina Maria Åkerlund
- Rosemary Hardie
- Maria Husmann
- Elisabeth Jehle
- Sylvia Nopper
- Sarah Maria Sun
- Sarah Wegener

- Cornelia Kallisch
- Anne-May Krüger

TENORE
- Jan Kobow
- Christophe Prégardien
- Julian Prégardien

- Ruben Drole
- Bjoern Waag

VOCE
- Iso Camartin
- Rupert Grössinger

## Fiati
- Philippe Racine
- Felix Renggli

OBOE, CORNO INGLESE
- Emanuel Abbühl
- Matthias Arter
- Maria Alba Carmona
- Heinz Holliger
- Marie-Lise Schüpbach

- François Benda
- Reto Bieri
- Fabio di Càsola
- Lanet Flores
- Sérgio Pires
- Jordi Pons
- Elmar Schmid

- Sergio Azzolini
- Pol Centelles
- Diego Chenna

CORNO
- Olivier Darbellay
- Jan Golebiowski
- Antonio Lagares
- Christian Lampert
- Zora Slokar

## Percussioni
- Matthias Würsch

## Corde pizzicate
- Sarah O’Brien
- Consuelo Giulianelli
- Ursula Holliger

- Hopkinson Smith

## Pianoforte
- James Alexander
- Ricardo Bovino
- Bruno Canino
- Ricardo Castro
- Bahar Dördüncü
- Ufuk Dördüncü
- Jens Fuhr

- Elina Gotsouliak
- Stephanie Gurga
- Maureen Jones
- Ingrid Karlen
- Anton Kernjak
- Thomas Larcher
- Claudio Martínez Mehner
- Serguei Milstein

- Adrian Oettiker
- Marc Pantillon
- Cédric Pescia
- Jan Schultsz
- Louis Schwizgebel
- Christoph Stiefel

- Dénes Várjon
- Gilles Vonsattel
- Peter Waters
- Gérard Wyss
- Jürg Wyttenbach

## Altri strumenti a tastiera
- Martin Müller
- Peter Solomon

- Patrick Cohen

- Viviane Chassot

- Geir Draugsvoll

## Strumenti a corda
VIOLINO
- Irene Abrigo
- Karel Boeschoten
- Muriel Cantoreggi
- Corinne Chapelle
- Alexandra Conunova
- Rahel Cunz
- Jürg Dähler
- Barbara Doll
- Lily Francis

- Roberto González-Monjas
- Ilya Gringolts
- Maja Homburger
- Meesun Hong Coleman
- Esther Hoppe
- Alexander Janiczek
- Yuki Kasai
- Daniel Kobyljansky
- Patricia Kopatchinskaja

- Isabelle Magnenat
- Raphaël Oleg
- Tedi Papavrami
- Rosanne Philippens
- Anna Reszniak
- Hans-Heinz Schneeberger
- Dmitry Smirnov
- Ronny Spiegel
- Gyula Stuller

- Yuka Tsuboi
- Urs Walker
- Hanna Weinmeister
- Carolin Widmann
- Mary Ellen Woodside
- Daria Zappa
- Thomas Zehetmair
- Willi Zimmermann

VIOLA
- Tomoko Akasaka
- Hannes Bärtschi
- Muriel Cantoreggi
- Jürg Dähler
- Ruth Killius
- Lawrence Power

- Hans-Christian Sarnau
- Christoph Schiller
- Valérie Slawik
- Jean Sulem
- Geneviève Strosser
- Yuka Tsuboi
- Rudolf Weber

VIOLONCELLO E CONTRABBASSO
- Sylvia Abramovicz
- Guido Ballestracci
- Lucile Boulanger
- Sebastian Braun
- Cäcilia Chmel
- Christophe Coin

- Patrick Demenga
- Thomas Demenga
- Christian Elliott
- Rocco Filippini
- Thomas Grossenbacher
- François Guye

- Daniel Haefliger
- Soojin Lee
- Tobias Moster
- Richard Myron
- Rafael Rosenfeld
- Martina Schucan

- Barry Guy
- Sophie Lücke
- Edicson Ruiz
- Christian Sutter
- Andreas Wahlbrink

## Gruppi musicali
- Collegium Novum Zürich
- Die Kammermusiker Zürich
- Ensemble Æquatuor
- Ensemble Contrechamps
- The Hilliard Ensemble

- Schweizer Klaviertrio
- Tecchler Trio
- Zürcher Klaviertrio

- Amar Quartett
- Amati Quartett
- Carmina Quartett
- Galatea Quartett
- Merel Quartett
- Quatuor Sine Nomine
- Quatuor Terpsycordes
- Winterthurer Streichquartett

## Discografia
- Robert Schumann, Piano Quartett e Piano Quintett (2000) - David Abbott, pianoforte; Jürg Dähler, violino; Urs Walker, violino; Valérie Dähler-Mulet, viola; Daniel Haefliger, violoncello - Claves / CD 50-2008 - OCLC 50117982
- Fantasia Telemania (2001) - Georg Philipp Telemann Fantaisies per flauto solo & brani per flauto solo di Bettina Skrzypczak, Xavier Dayer, Mathias Steinauer, Robert Suter, Roland Moser, Heinz Holliger, Jacques Wildberger, Nadir Vassena, Christoph Neidhöfer, Hans Ulrich Lehmann, Bernhard A.Batschelet - Felix Renggli, flauto traverso - MGB / CTS-M 73 - OCLC 887935495
- Johannes Sebastian Bach, Goldberg Variations BWV 988 (2007) - arrangiamento per trio d'archi di Dmitry Sitkovetski - Hanna Weinmeister, violino; Jürg Dähler, viola; Thomas Grossenbacher, violoncello - Neos Classics / NEOS 30801 - OCLC 857860716
- Works for Flute Solo (2008) - Opere di Johann Sebastian Bach, Heinz Holliger e Carl Philipp Emanuel Bach - Felix Renggli, flauto; Anne-Laure Pantillon, piccolo; Anne Parisot, flauto; Matthias Würsch, percussioni - GENUIN / GEN 88129 - OCLC 605354049
- Buon compleanno, Elliott Carter! (2008) - Mosaic per arpa, flauto, oboe, clarinetto, violino, viola, violoncello e contrabbasso (2005), Figment 4 per viola sola (2007), Enchanted Preludes per flauto e violoncello (1988), Tempo e tempi per soprano, oboe, clarinetto, violino e violoncello (1999), HBHH per oboe solo (2007), Fragment per quartetto d'archi (1994), quartetto per oboe e trio d'archi (1995) - Silvia Nopper, soprano; Felix Renggli, flauto; Emanuel Abbühl, oboe; Heinz Holliger, oboe e corno francese; François Benda, clarinetto; Elmar Schmid, clarinetto; Ursula Holliger, arpa; Esther Hoppe, violino; Daria Zappa, violino; Carolin Widmann, violino; Jürg Dähler, viola; Christoph Schiller, viola; Daniel Haefliger, violoncello; Edicson Ruiz, contrabbasso - Neos Classics / NEOS 10816 - OCLC 906562696
- Fables (2011) - Opere di Alberto Ginastera, Wilhelm Friedemann Bach, Robert Suter e Albert Moeschinger - Felix Renggli, flauto; Heinz Holliger, oboe, compositore - GENUIN / GEN 11211 - OCLC 884342761
- Heinz Holliger, Induuchlen[3] (2011) - Toronto-Exercices (2005), Gedichte Von Anna Maria Bacher, Puneigä (2000-2002), Induuchlen (2004), Ma'mounia (2002) - Felix Renggli, flauto, flauto contralto, flauto basso, piccolo; Olivier Darbellay, corno francese, corno naturale; Ursula Holliger, arpa; Matthias Würsch, marimba, percussioni, cimbalom; Bahar Dördüncü, pianoforte; Sylvia Nopper, soprano; Jürg Dähler, violino e viola; Daniel Haefliger, violoncello; Anna Maria Bacher, recitazione; Albert Streich, recitazione - ECM / ECM 2201 - OCLC 940651155
- Heinz Holliger (2014) - Romancendres per violoncello e pianoforte (2003), Feuerwerklein zum "Quatorze Juillet" per pianoforte solo (2012), Chaconne per violoncello solo (1975), Partita per piano solo (1999) - Daniel Haefliger, violoncello; Gilles Vonsattel, pianoforte - GENUIN / GEN 14330 - OCLC 893604623
- Wolfgang Amadeus Mozart, Chamber Music Music With Winds (2014) - Quartetto per flauto, violino, viola e violoncello N°1 in re maggiore, K. 285, quartetto per oboe,  violino, viola e violoncello in fa maggiore, K. 370 (K. 368b), quintetto per clarinetto e archi in la maggiore, K. 581 - Felix Renggli, flauto; Heinz Holliger, oboe; François Benda, clarinetto basso; Esther Hoppe, violino; Daria Zappa, violino; Jürg Dähler, viola; Daniel Haefliger, violoncello - GENUIN / GEN 14319 - OCLC 976500972
- Flute Concertos (2015), Concerti di Carl Philipp Emanuel Bach e François Devienne - Felix Renggli, flauto; Brian Dean, violino concertatore; Chamber Academy Basel - GENUIN / GEN 15338 - OCLC 973415945
- Heinz Holliger, Machaut-Transkriptionen (2015) - Opere di Guillaume de Machaut e Heinz Holliger per quattro voci e tre viole - Gordon Jones, Baritone; David James, controtenore; Rogers Covey-Crump, Tenore; Steven Harrold, tenore; Geneviève Strosser, viola; Jürg Dähler, viola; Muriel Cantoreggi, viola - ECM / ECM 2224 - OCLC 930443223
- Fairy Tales Without Words[4] (2017) - Robert Schumann: Märchenbilder, op. 113 per viola e pianoforte (1851), Märchenerzählungen, op. 132 per clarinetto, viola e pianoforte (1853) / Hans Ulrich Lehmann: "Without words", sette canzoni per viola e pianoforte (2011) / György Kurtág : Hommage à R. Sch., Op. 15d per clarinetto (anche grancassa), viola e pianoforte (1990) - Jürg Dähler, Viola; François Benda, clarinetto; Gilles Vonsattel, pianoforte - GENUIN / GEN 17485 - OCLC 1049853033
- Dmitri Schostakovich (2017) - Trio per pianoforte, violino e violoncello N° 1 in do minore op. 8 (1923), Trio per pianoforte, violino e violoncello N°2 in mi minore op. 67 (1944), Sonata per violino op. 134 (1968) - Ilya Gringolts, violino; Daniel Haefliger, violoncello; Gilles Vonstatten, pianoforte - Claves / 50-1817 - OCLC 1020773579
- Friedrich Cerha (2018) - 8 Sätze Nach Hölderin-Fragmenten per sestetto d'archi (1995), quintetto per oboe e quartetto d'archi (2007), 9 Bagatellen per trio d'archi (2008) - Heinz Holliger, oboe; Corinne Chapelle, violino; Meesung Hong Coleman, violino; Esther Hoppe, violino; Hanna Weinmeister, violino; Daria Zappa, violino; Hannes Bärtschi, viola; Jürg Dähler, viola; Daniel Haefliger, violoncello - Claves / 50-1816 - OCLC 1102360439
- Xavier Dayer[5] (2020) - Solus cum Solo per violoncello solo (2009), Come heavy sleep per flauto, viola e violoncello (2016), De Umbri (II) per flauto e trio d'archi (2018), Mémoire, cercles per oboe e trio d'archi (2011), Nocturne per oboe, flauto e trio d'archi (2014) - Heinz Holliger, oboe; Felix Renggli, flauto; Irene Abrigo, violino; Daria Zappa, violino; Jürg Dähler, viola; Daniel Haefliger, violoncello - Claves / CD 3007